# Argoumenty i Fakty
Pour les articles homonymes, voir AIF.
Argoumenty i Fakty ou AIF (« Arguments et Faits », en russe : Аргументы и Факты, en abrégé АиФ) est un hebdomadaire en langue russe d'information générale. Il fait paraître une édition internationale, imprimée en Allemagne et diffusée dans divers pays d'Europe et au-delà (Turquie, Australie, etc.), qui est appréciée de la diaspora russophone. 
Son tirage global est d'environ 2 800 000 exemplaires, dont 135 000 pour l'édition internationale. On le trouve en France et en Belgique auprès des distributeurs de la presse internationale. Imprimé sur le format A3.
En 2007, son président et rédacteur en chef est Nikolaï Ziatkov.

## Histoire
Le magazine est créé en janvier 1978. À ses débuts, Argoumenty i Fakty est un bulletin publiant les données statistiques et analyses des faits de la société qui n'apparaissent pas dans la presse officielle. Il est destiné aux professionnels de la propagande politique. La rédaction est rattachée à la Société panrusse à l'éducation Znanie (Всесою́зное о́бщество «Зна́ние»). 
En 1978-1979, c'est un mensuel, puis, en 1980-1982, un bimensuel. À partir du mois de mars 1982, il paraît chaque mercredi.
En mai 1990, le Livre Guinness des records le désigne comme l'hebdomadaire détenant le record de tirage avec 33,5 millions d'exemplaires.
En 2000 est créé le site web du magazine. Depuis 2006, il est imprimé en couleurs.
En 2014, Argoumenty i Fakty est acheté par la mairie de Moscou. Auparavant il appartenait à la société Media3.